# Charles Fawcett
Charles Fernley Fawcett (* 2. Dezember 1915 in Waleska, Georgia; † 3. Februar 2008 in London) war ein US-amerikanischer Abenteurer, Soldat und Schauspieler.

## Leben
Fawcett, der mit sechs Jahren Waise wurde, wuchs bei Tanten in South Carolina auf. Nach privaten Problemen und Jahren, in denen er auf Dampfschiffen arbeitete, kam er 1937 nach Washington, D.C., wo ein Cousin Assistent des United States Postmaster General war, bevor er im selben Jahr nach Frankreich übersiedelte. Seinen Lebensunterhalt verdiente er sich zu dieser Zeit als Wrestler. 
Nach Beginn des Zweiten Weltkrieges lernte er Varian Fry kennen und war aktiv an der Rettung zahlreicher jüdischer Menschen vor den Verfolgungen dieser Zeit beteiligt; u. a. heiratete er innerhalb von drei Monaten sechs jüdische Frauen, denen er damit die Ausreise in die Vereinigten Staaten ermöglichte. Nachdem er Frankreich auf der Flucht vor der Gestapo verlassen musste, trat er in London in die Royal Air Force ein, schloss sich aber bald der Fremdenlegion an.
Nachdem Fawcett auch im Griechischen Bürgerkrieg gekämpft hatte, begann er 1949 eine neue Karriere als Schauspieler und spielte bis 1968 in über sechzig Filmen; auch in den 1970er Jahren nahm er noch eine Handvoll Angebote an. In diesen Jahren lebte er hauptsächlich in Italien, wo er auch als „Bürgermeister der Via Veneto“ bekannt war. 
Aber weiterhin war er auch an militärischen Operationen beteiligt; er half Flüchtlingen des Ungarischen Aufstandes und befreite Gefangene der Kämpfe in Belgisch-Kongo. 
1980 ging er nach Afghanistan und ermöglichte filmische Dokumente über den Kampf der Mudschaheddin gegen die Rote Armee.
Fawcett war nach dem Tode seiner ersten Frau im Jahr 1956 bereits dreißig Jahre lang der Partner von April Ducksbury, als sie schließlich 1991 heirateten.

## Filmografie (Auswahl)
- 1949: Die Dirne und ihr Narr (Hans le marin)
- 1951: Die Taverne von New Orleans (Adventures of Captain Fabian)
- 1952: Abenteuer in Rom (When in Rome)
- 1953: Frine, Sklavin der Liebe (Frine, cortigiana d’Oriente)
- 1953: Die Sieben vom Großen Bären (I sette dell'Orsa maggiore)
- 1954: Ein Amerikaner in Rom (Un americano a Roma)
- 1956: Der goldene Falke (Il falco d'oro)
- 1957: Keine Schonzeit für Blondinen (La ragazza del Palio)
- 1957: Der Vampir von Notre Dame (I vampiri)
- 1958: O bella Roma – Station einer jungen Liebe (Civitas Dei)
- 1958: Der Rächer schläft nicht (Joaquin Murrieta)
- 1959: Aufstand der Legionen (Salammbo)
- 1962: Maciste, der Rächer der Verdammten (Maciste all'inferno)
- 1962: Es geschah in Athen (It Happened in Athens)
- 1962: Der Löwe von Sparta (The 300 Spartans)
- 1962: Sklaven der Semiramis (Io, Semiramide)
- 1964: Old Shatterhand
- 1964: Die Todesstrahlen des Dr. Mabuse
- 1964: Onkel Toms Hütte
- 1965: Durchs wilde Kurdistan
- 1965: Im Reiche des silbernen Löwen
- 1965: Die Verfluchten der Pampas (Pampa salvaje)
- 1967: Feuer frei auf Frankie
- 1967: Mister Dynamit – Morgen küßt Euch der Tod
- 1976: Annie Belle – Zur Liebe geboren (La fine dell'innocenza)